# 黑山戰役 (1794年)
黑山戰役發生於1794年11月17日至20日，是第一次反法同盟中庇里牛斯山戰爭的一場戰役。由多米尼克·德·佩里尼翁領導的法軍擊敗了由路易斯·費明·德·卡瓦哈爾指揮的聯軍。
這場戰役雙方的指揮官都在戰鬥中陣亡，法軍指揮官雅克·杜戈梅在第一天被西班牙砲彈擊中身亡，西軍指揮官路易斯·費明·德·卡瓦哈爾則是在最後一天的騎兵衝鋒中陣亡。這場戰役的勝利讓法軍成功佔領羅薩斯和菲格拉斯。

## 註腳
1. 1 2 3 4  Smith, p 96
2. ↑  Smith, p 96. Smith and Ostermann give Valdes as the name of the Spanish general. Prats says Vasquez.